# ジョー・ザヴィヌル
ジョー・ザヴィヌル（Josef Erich "Joe" Zawinul、本名：ヨーゼフ・エーリッヒ・ツァヴィヌル、1932年7月7日 - 2007年9月11日）は、オーストリアのウィーン生まれのジャズピアニスト、ジャズ・フュージョン シンセサイザー奏者。
1970年代よりシンセサイザーを駆使してきた彼がその発展に貢献したものは大きく、現代のミュージシャンにも多大な影響を与えている。

## バイオグラフィ
アドルフ・ヒトラー率いるナチス・ドイツの支配下にあったウィーンで育つが、その才能を見出され奨学生としてウィーン音楽院に入学する。まもなく自分の求めるものがクラシック音楽ではない事を悟ると、すぐにジャズに心惹かれるようになる。ジャズとの出会いについて、後に自身のイニシャルが「J Z」であることがちょっとしたインスピレーションになったことを明かしている。1959年にダウンビート紙上のバークリー音楽院の奨学生募集の記事を見つけ、これを利用してボストンへ渡るが、そこに学ぶべきことはないとすぐに分かり、3週間後にはメイナード・ファーガソンのバンドオーデションに合格しボストンを後にした。
1961年にはアルトサックス奏者キャノンボール・アダレイのバンド・メンバーとなり、およそ9年間在籍した。自身が作曲した「マーシー・マーシー・マーシー」はアルバムからシングル・カットされ、1967年2月25日から3月4日にかけてビルボード・Hot 100の11位を記録。ソウル・チャートでも2位までのぼりつめ、大ヒットとなった。この曲でのエレクトリック・ピアノを使用した彼のプレイに目を付けたマイルス・デイヴィスに声を掛けられて、1969年に『イン・ア・サイレント・ウェイ』や『ビッチェズ・ブリュー』といった作品に参加し大きな貢献を果たす。
1970年になるとウェイン・ショーター、ミロスラフ・ヴィトウス、アイアート・モレイラらとともにウェザー・リポートを結成し大きな評判を呼ぶ。最強のエレクトリック・ジャズ・バンドと謳われたウェザー・リポートは、1976年に天才ベーシストと称されたジャコ・パストリアスが加わりマイルス不在のジャズ界を牽引した。ここで彼(ら)は代表作品「バードランド」を含む「へヴィー・ウェザー（1977年）」を発表し、バンドは黄金期を迎えた。この音楽の魅力を一面から語ることは難しいが、ひとつの視点として地球上最高の音楽的ダイバーシティを備えた作品であることが指摘できるであろう。以降現在に至るまで、これほどの地球上の幅広い音楽性の融合に成功している作品は多くは存在しないであろう。しかし一方、ジャズ界はこのような流れには逆行するように、次第にウィントン・マルサリスが提唱する新伝承派などによるアコースティックへ回帰する傾向もあり、1986年、ついにウェイン・ショーターとの共同プロジェクトであったウェザー・リポートを解散させることとなる。その後はレコード会社との関係悪化などもあったようだが、同世代のキーボードプレーヤーが主にアコースティックピアノしかプレイしなくなっていく中、常に斬新な手法でシンセサイザーを使い発展させ続けたことで、幅広いジャンルの音楽家達に強大な影響を及ぼしていくことになる。
1995年頃にはかねてより積極的に取り入れていたワールドミュージックの要素が強くアピールされるようになり、ワーキングバンドであるザウィヌル・シンジケートでは人気ベーシストリチャード・ボナを見出したこともあり再び大きな話題を呼ぶことに成功する。メンバーは流動的ながらこのバンドでツアーを続け、日本のブルーノートに来日する機会も多かった。
1996年の一時期には「ウェザー・リポートの再結成」という噂があったが、当人はレコード会社からそのような話もあったことを認めつつも、結局実現には至らなかった。
2004年には祖国ウィーンに、世界中の音楽を発信する場としてクラブ「ジョー・ザヴィヌルズ・バードランド」をオープンさせている。また2006年に創刊された日本のファッション誌『Z (ジー)』において、コンセプトである「粋Z(粋な爺)」の象徴として毎号の表紙を飾っていた。
2007年7月7日にスイスのルガーノにてバースデイ・コンサートが行われる。このライブの模様はアルバム『75』として発売されることとなるが、2ヵ月後の9月11日に皮膚癌のため故郷ウィーンにて75歳で死去。『75』が彼の遺作となる。ウィーン中央墓地に埋葬されている。

## ディスコグラフィ

### ソロ・アルバム
- 『トゥ・ユー・ウィズ・ラブ 』 - To You with Love (Strand) 1959年
- 『マネー・イン・ザ・ポケット』 - Money in the Pocket (Atlantic) 1966年
- 『サード・ストリームの興亡』 - The Rise and Fall of the Third Stream (Vortex) 1968年
- 『ザヴィヌル』 - Zawinul (Atlantic) 1971年
- 『ダイアレクツ』 - Di-a-lects (Columbia) 1986年
- 『マイ・ピープル』 - My People (ESC-Records) 1996年
- Stories of the Danube (Polygram) 1996年
- Mauthausen - Vom großen Sterben hören (ESC-Records) 2000年
- Faces & Place (ESC-Records) 2002年
- Brown Street (Heads Up International) 2006年（CD 2枚組）

### 連名アルバム
- ベン・ウェブスターと共同名義, Soulmates (Ben Webster album) (Riverside) 1963年
- フリードリヒ・グルダと共同名義, Music for Two Pianos (Capriccio) 1988年
- アブソリュート・アンサンブル名義, 『アブソリュート・ザヴィヌル』 - Absolute Zawinul (intuition) 2009年

### ザヴィヌル・シンジケート
- 『イミグランツ』 - The Immigrants (Columbia) 1988年
- 『ブラック・ウォーター』 - Black Water (Columbia) 1989年
- 『ロスト・トライブス』 - Lost Tribes (Columbia) 1992年
- 『ワールド・ツアー』 - World Tour (Zebra) 1997年（CD 2枚組。ベルリン、トリーア、ニューヨークにおけるライヴ。）
- 『ウィーンの夜：ライヴ・アット・バードランド』 - Vienna Nights: Live at Joe Zawinul's Birdland (BirdJAM) 2005年
- 『75：ラスト・バースデイ・ライヴ！』 - 75 (JVC) 2008年